# 충청남도의 시내버스
충청남도의 시내버스는 충청남도를 주관으로 담당하는 시내버스로 총 180개의 시내버스와 시외버스 업체로 구성되어 있다.

## 역사 및 현황
2016년 기준 현재 도내 8개 시 지역 전부 초저상버스가 운행 중이다.

## 권역
- 천안시 - 천안시의 시내버스
- 아산시 - 아산시의 시내버스
- 당진시 - 당진시의 시내버스
- 서산시 - 서산시의 시내버스
- 보령시 - 보령시의 시내버스
- 공주시 - 공주시의 시내버스
- 계룡시 - 계룡시의 시내버스
- 논산시 - 논산시의 시내버스
- 금산군 - 금산군의 농어촌버스
- 부여군 - 부여군의 농어촌버스
- 서천군 - 서천군의 농어촌버스
- 예산군 - 예산군의 농어촌버스
- 청양군 - 청양군의 농어촌버스
- 태안군 - 태안군의 농어촌버스
- 홍성군 - 홍성군의 농어촌버스